# Jan Lacan
Jan Lacan (ur. 1762 zm. 2 września 1792 w Paryżu) – błogosławiony Kościoła katolickiego, męczennik. 

## Życiorys
Jan Lacan urodził się w 1762 roku. Został wyświęcony na kapłana, a później został mianowany kapelanem. Poniósł śmierć męczeńską w czasie rewolucji francuskiej. Beatyfikował go Pius XI w dniu 17 października 1926 roku w grupie 191 męczenników z Paryża.